# Ministerio de Transporte (República Popular China)
El Ministerio de Transporte de la República Popular China (MOT) (en chino: 中华人民共和国交通运输部) es el encargado de la regulación de los distintos modos de transporte que operan dentro del territorio: aéreo, ferroviario, carretero y marítimo. El ministerio es parte del Consejo de Estado de la República Popular China.
Desde 2008 el Ministerio de Transporte administra todos los medios de transporte a partir de la integración de la Administración de Aviación Civil China, el Correo de China, la Administración Marítima de China y, desde 2013, el Ministerio de Ferrocarriles.